# 위안화 (유도 선수)
위안화(중국어 간체자: 袁华, 정체자: 袁華, 병음: Yuán Huá, 한자음: 원화, 1974년 4월 16일~)는 중화인민공화국의 유도 선수이다. 2000년 하계 올림픽 여자 헤비급에서 금메달을 획득했다.